# Two Scrambled
Two scrambled è una comica muta del 1918 di Gilbert Pratt con Harold Lloyd.

## Trama
Inquilini di una pensione violano le regole e sono obbligati a cucinare. Una frenetica discussione con la proprietaria fa seguito.